# Големите надежди
„Големите надежди“ (на английски: Great Expectations) е тринадесетият роман на Чарлс Дикенс, който се оказва и негов предпоследен. Основният мотив на книгата са приключенията и съзряването на един сирак, наречен Пип. Това е вторият роман на Дикенс след „Дейвид Копърфийлд“, в който разказът тече в първо лице. През октомври 1861 г. романът е публикуван от издателство Chapman and Hall. Действието, изпълнено с насилие, бедност и тежкият живот на каторжниците се развива в Кент и Лондон и започва през 1812 г. като продължава до 1846 г., а сред редицата колоритни персонажи се открояват – ексцентричната мис Хавишъм, красивата, но студена Естела и Джо, простодушния, но мил ковач. Темите, които вълнуват Дикенс, са богатство и бедност, любов и отрицание и възможния триумф на доброто над злото. Книгата е екранизирана нееднократно, а също така има множество театрални постановки по нея. Това дава основания да се смята за една от най-популярните му творби. Романът се отнася към зрелия период на творчество на писателя. В главния герой са вложени много автобиографични черти.